# زومرد
زومرد هي بلدة في مقاطعة كسبي في ولاية قشقداريا في أوزبكستان.